# Criza financiară din Rusia (2014–2015)

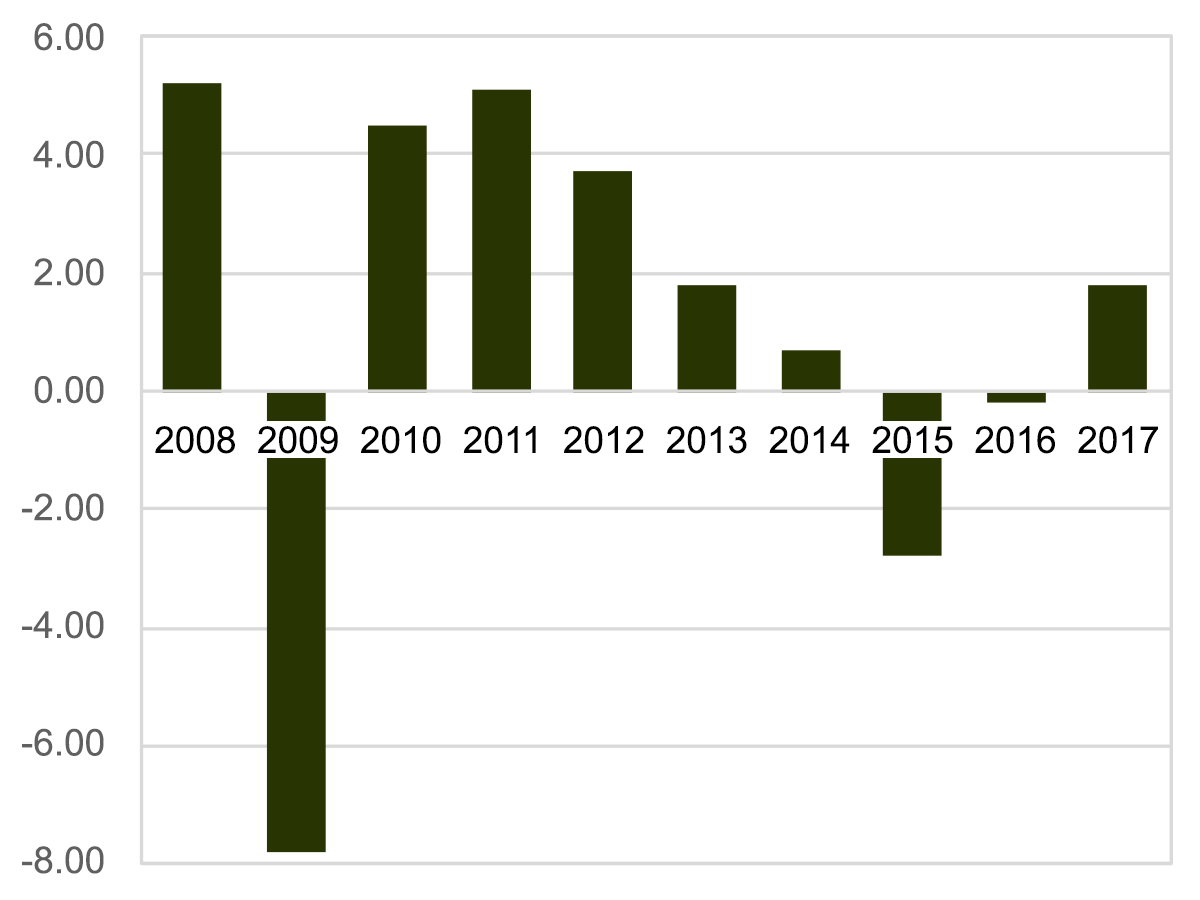
Creșterea procentuală anuală a PIB a Rusiei între 2008–2017

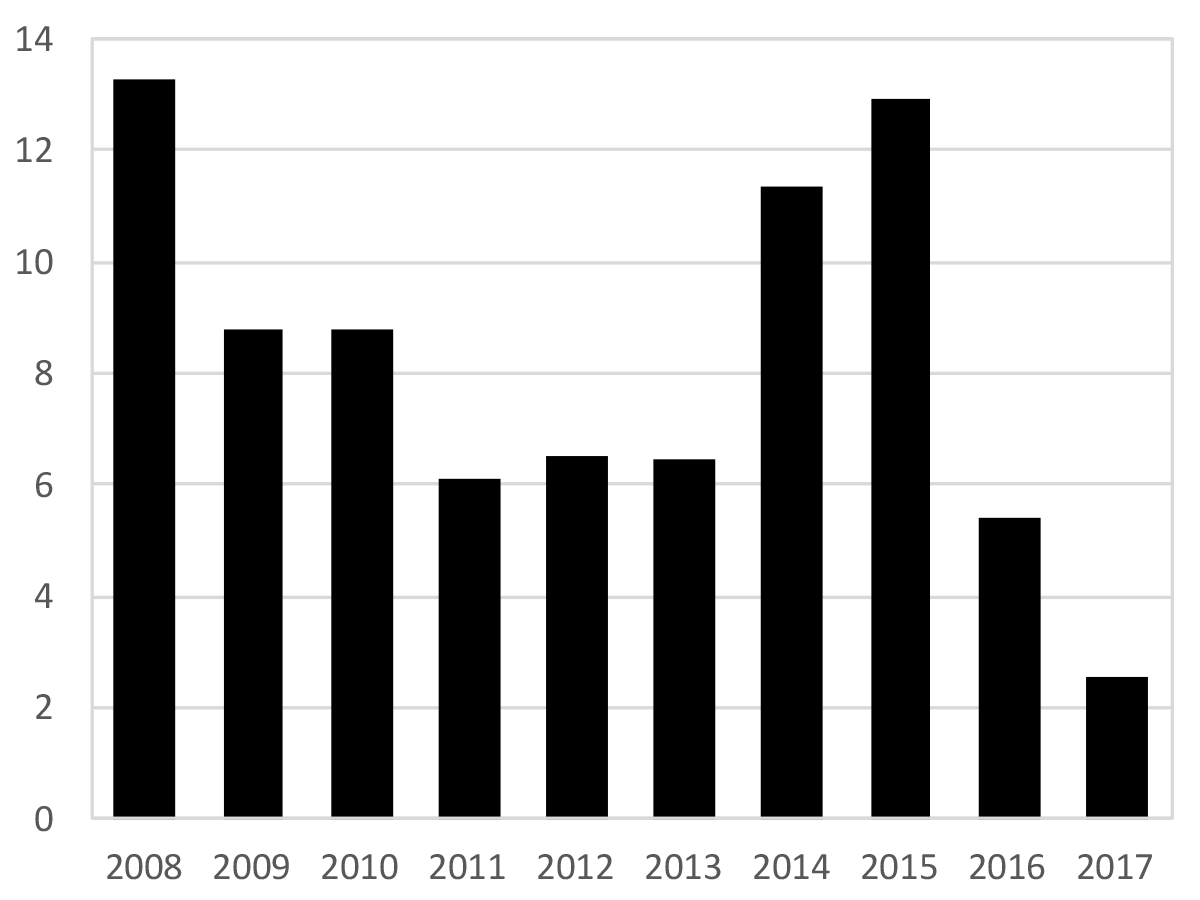
Inflația în Rusia în perioada anilor 2008-2017

Criza financiară din Rusia în perioada 2014-2015 a fost rezultatul prăbușirii rublei ruse începând cu a doua jumătate a anului 2014. . Scăderea încrederii în economia rusă a făcut ca investitorii să-și vândă activele rusești, ceea ce a condus la o scădere a valorii rublei rusești și a provocat temeri legate de o criză financiară rusească. Lipsa încrederii în economia Rusiei a provenit din cel puțin două surse majore. Primul este scăderea prețului petrolului în 2014. Petrolul brut, o marfă de export principal al Rusiei, a scăzut în preț cu aproape 50% față de nivelul ridicat din iunie 2014 și comparativ cu prețul din 16 decembrie 2014. A doua sursă este rezultatul sancțiunilor economice internaționale impuse Rusiei după anexarea Crimeii la Rusia și intervenția militară a Rusiei în Ucraina. 
Criza a afectat economia rusă, consumatorii și companiile, cât și piețele financiare regionale, precum și ambițiile lui Putin cu privire la Uniunea Economică Eurasiatică. În special, piața de capital din Rusia a înregistrat scăderi semnificative, cu o scădere cu 30% a indicelui RTS de la începutul lunii decembrie până la 16 decembrie 2014.
În timpul crizei financiare, economia s-a transformat într-o proprietate dominantă de stat, 60% din activele productive ajungând în mâinile guvernului. Până în 2016, economia rusă a revenit cu o creștere a PIB-ului de 0,3% și a ieșit oficial din recesiune. În ianuarie 2017, Rusia avea rezerve în valută de aproximativ 391 miliarde de dolari, o rată a inflației de 5,0% și o rată a dobânzii de 10,0%. 

### Cauze

#### Scăderea prețului petrolului
Economia Rusiei depinde în mare măsură de exporturile de țiței. În februarie 2014, prețurile la țiței au început să scadă, datorită boom-ului în producția de țiței american. Pentru fiecare scădere cu 1 dolar a prețului petrolului brut, economia rusă pierdea miliarde de dolari. Prețul petrolului a scăzut de la 100 de dolari pe baril în iunie 2014 la 60 de dolari pe baril în decembrie 2014. .
Scăderea prețurilor petrolului a fost cauzată de o scădere a cererii de petrol din întreaga lume, precum și de creșterea producției de petrol în Statele Unite . Această scădere a prețurilor de petrol a lovit puternic Rusia, deoarece aproximativ jumătate din veniturile Federației Ruse provin din vânzarea de petrol și gaze . Economia Rusiei suferă de boala olandeză, un termen pe care economiștii îl folosesc pentru a descrie o situație în care o țară se concentrează asupra dezvoltării resurselor sale naturale în detrimentul altor activități economice . 
În 2014, Rusia avea nevoie de un preț de petrol de 100 de dolari pe baril pentru a avea un buget echilibrat.  Pe măsură ce prețul petrolului scade, Rusia continuă să-și vândă petrolul la capacitate operațională, fără capacitatea de a crește semnificativ producția de țiței pentru a compensa prețul scăzut și, prin urmare, din cauza profitului redus din vânzarea petrolului, guvernul are venituri substanțial mai mici. Rusia nu este singurul care simte efectele negative ale scăderii prețului petrolului, deoarece alte câteva țări, inclusiv Venezuela, Nigeria și Kazahstan, s-au confruntat de asemenea, cu venituri și cu activități economice reduse. 

#### Sancțiuni economice
Statele Unite, Uniunea Europeană și multe alte țări au impus sancțiuni economice Rusiei, ca urmare a intervenției sale militare în Ucraina la începutul anului 2014, anexarea Crimeei de către Rusia și acordarea de asistență de către Rusia separatiștilor care au luptat împotriva Ucrainei în Conflictul armat din Donbas. În ciuda crizei financiare, ajutorul internațional acordat Rusiei nu a fost considerată ca fiind acceptabilă.
Sancțiunile economice au contribuit la declinul rublei, deoarece companiile rusești au fost împiedicate să se refinanțeze, forțându-le să își schimbe rublele pe dolari americani sau alte valute străine pe piața liberă pentru a-și îndeplini obligațiile de plată a dobânzii la datoria lor existentă.

#### Alte cauze posibile
Președintele rus Vladimir Putin a fost criticat pentru că ar conduce o cleptocrație, în care un mic număr de plutocrați Rent-seeking secătuiesc economia.
În revista The Economist din anul 2014 Rusia a fost clasată pe locul al doilea în lume pe indicele capitalismului clientelar. Putin a acuzat națiunile occidentale de ingineria crizei economice rusești. El a spus de asemenea: "Partenerii noștri (occidentali) nu s-au oprit, au decis că sunt câștigători, sunt un imperiu acum, iar ceilalți sunt vasali și trebuie să fie puși la colț." 
Rusia a fost deja aproape de o recesiune înainte de Criza din Crimeea, iar Rusia se situează la un nivel scăzut al clasamentului Forumului Economic Mondial privind calitatea drumurilor, adaptarea tehnologică și reglementările guvernamentale . Economia deja slabă a Rusiei a lăsat-o mai puțin capabilă să reziste provocărilor impuse de prețurile scăzute ale petrolului și de sancțiunile internaționale . De asemenea, "răspunsul șovăielnic al băncii centrale rusești" la rubla care se devaloriza  a fost de asemenea acuzat de aprofundarea crizei .